# Pirona

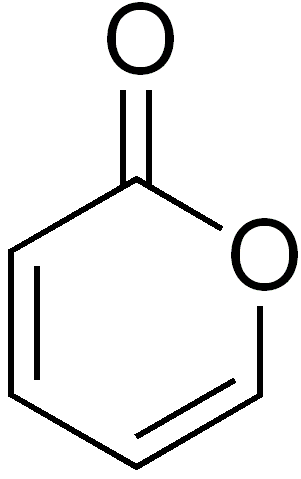
2-Pirona

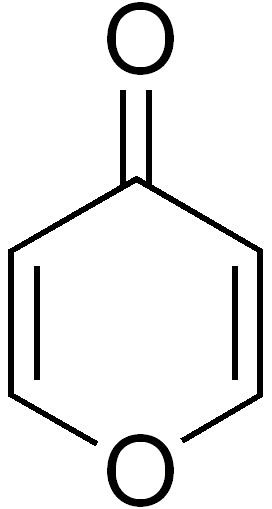
4-Pirona

Las pironas o piranonas son un tipo de compuestos químicos heterocíclicos. Contienen un anillo insaturado de seis miembros con un átomo de oxígeno y un grupo funcional cetona. Existen dos isómeros denotados como 2-pirona y 4-pirona. La estructura 2-piorona (o α-pirona) se encuentra en la naturaleza formando parte del sistema de anillos de la cumarina. La 4-pirona (o γ-pirona) se encuentra en algunos compuestos químicos naturales tales como la cromona, maltol y ácido kojico.